# Museo della frutta di Torino
Il Museo della Frutta Francesco Garnier Valletti di Torino è stato inaugurato il 12 febbraio 2007. Presenta una collezione di oltre mille frutti artificiali «frutti artificiali plastici» modellati da Francesco Garnier Valletti (Giaveno, 1808 - Torino, 1889) nella seconda metà dell'Ottocento e il patrimonio storico-scientifico della Regia Stazione Chimica Agraria, costituita nel 1871 e divenuta nel 1967 Sezione operativa di Torino dell'Istituto Sperimentale per la Nutrizione delle Piante (ISNP).
Le collezioni esposte sono, dunque, di proprietà della Sezione operativa di Torino dell'ex Istituto Sperimentale per la Nutrizione delle Piante (ora C.R.E.A.- Consiglio per la ricerca in agricoltura e l’analisi dell’economia agraria) cedute in comodato alla Città a partire dal 2000 e oggetto di successivi rinnovi.

## La Storia
Nel 2001 lo spostamento di sede della Sezione - che dal 1895 si trovava in via Ormea 47 in una palazzina appositamente edificata dal Comune di Torino - ha imposto la ricerca di un'adeguata collocazione non solo alla collezione di frutti artificiali, ma anche alla biblioteca, all'archivio, ai laboratori e agli altri beni storici, preziosa testimonianza di più di un secolo di ricerca applicata all'agricoltura. Grazie alla collaborazione tra l'Istituto, la Città di Torino e l'Università (e con il prezioso e fondamentale contributo degli Enti di Tutela del territorio) è stata trovata una sede non lontana nel Palazzo degli Istituti Anatomici , in un'ala di via Giuria 15 lasciata libera dalla Facoltà di Agraria, rendendo così accessibile un patrimonio storico-scientifico particolarmente prezioso e poco conosciuto.

## La collezione e il percorso espositivo

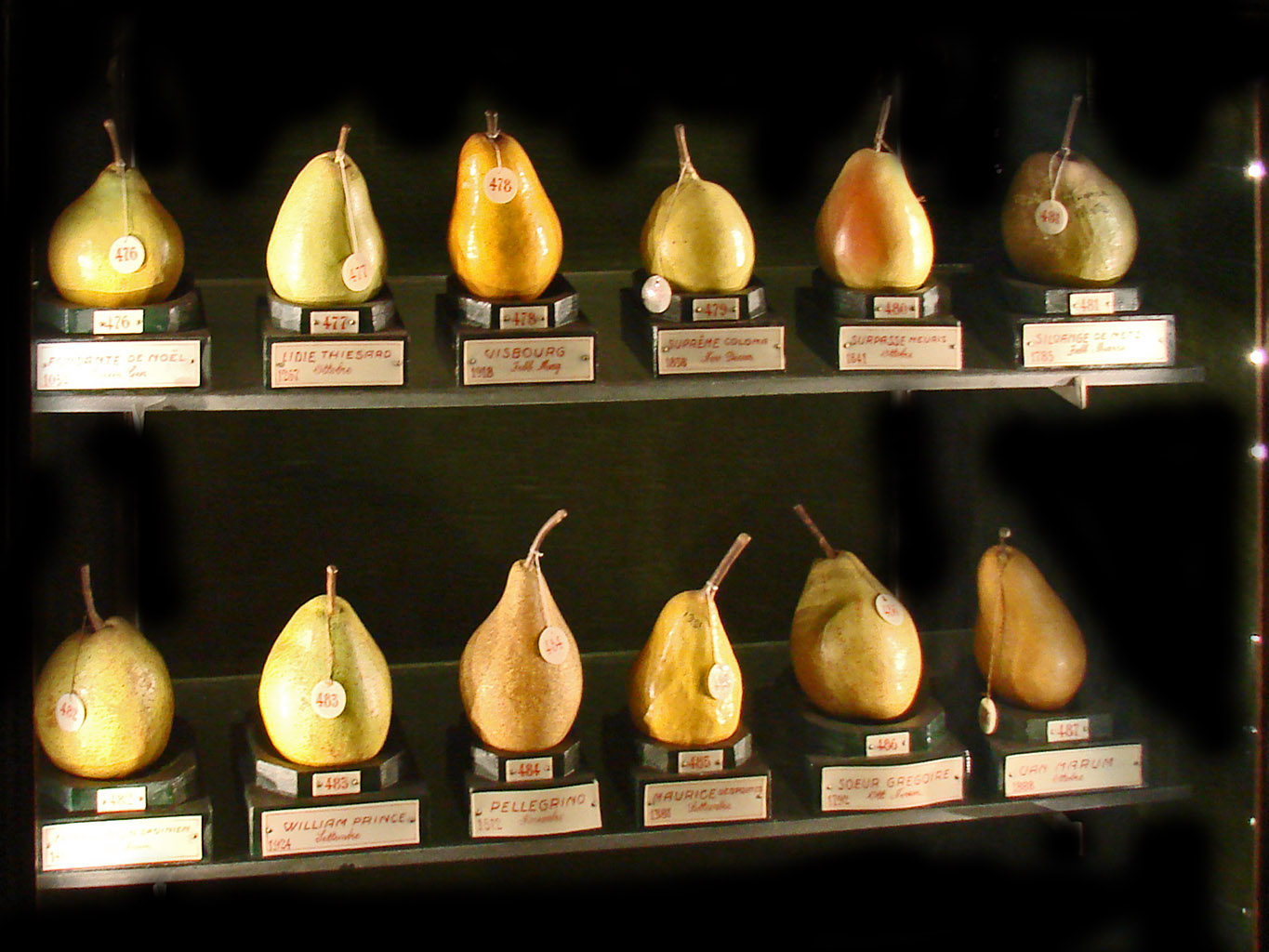
Varietà di pere.

Il percorso espositivo si apre con uno spazio dedicato al quartiere San Salvario, luogo d'elezione della ricerca botanica e agronomica torinese dagli inizi del XVIII secolo alla prima metà del Novecento. Nel 1729 , presso il Castello del Valentino, viene creato l'Orto Botanico. Un secolo dopo, nel 1822, in prossimità della chiesa e convento di San Solutore, si stabiliscono i vivai della famiglia savoiarda Burdin, originari di Chambéry, il cui scopo commerciale si salda motivatamente con lo sviluppo della ricerca e di cui il Museo pomologico, nato nel 1853 dall'incontro tra Auguste Burdin e Francesco Garnier Valletti, non sarà che una delle molteplici manifestazioni. Da metà Ottocento, tra la strada ferrata per Genova e il Po, nasce il Parco del Valentino nel quale si organizzano le grandi Esposizioni Nazionali. Negli anni Ottanta, nella zona più esterna dell'abitato, si insediano le nuove Facoltà scientifiche. Negli stessi anni nei loro pressi si stabiliscono, appunto, la Regia Stazione di Chimica Agraria, gli orti sperimentali dell'Accademia di Agricoltura (1886) e le serre municipali (1870).